# Copa do Mundo de Esqui Alpino de 1996
A Copa do Mundo de Esqui Alpino de 1996 foi a 30º edição da Copa do Mundo, ela foi iniciada em novembro de 1995 na França e finalizada em março de 1996 na Noruega.
O norueguês Lasse Kjus venceu no masculino, enquanto no feminino a alemã Katja Seizinger foi a campeã geral.